# Alexander Mahone
Alexander Mahone, interpretato da William Fichtner, è un personaggio della serie televisiva Prison Break. Egli viene introdotto nella serie nella prima puntata della seconda stagione. Mahone è un agente dell'FBI specializzato da 14 anni nella cattura dei prigionieri evasi. Dopo che il protagonista della serie, Michael Scofield (interpretato da Wentworth Miller) riesce con successo ad evadere con sette complici dal penitenziario di Stato di Fox River, a Chicago, a Mahone viene assegnata una task force con il compito di riportare gli otto evasi in cella.
Mahone è l'unico evaso dal Penitenziario di Sona (oltre a Michael, McGrady, T-Bag, Bellick e Sucre), e l'unico ex-agente della Compagnia dopo Gretchen Morgan ad essere ancora vivo.
Mahone era sposato con Pamela Lars e con lei aveva un figlio di 5 anni, Cameron, che viene in seguito ucciso da Wyatt Mathewson, un killer della Compagnia. Nel finale della quarta stagione diventa il fidanzato di Felicia Lang.

## Storia
Dopo un passato di abusi, il giovane Alex si arruola nell'esercito ed entra a far parte delle forze speciali nella guerra del Golfo. In un secondo momento abbandona la vita militare per diventare un agente speciale dell'FBI. La storia personale dell'agente Mahone viene scoperta da Michael Scofield nella seconda stagione quando, fingendosi un agente federale, interroga la sua ex moglie Pam. Michael scopre che Mahone non è sempre stato il freddo agente che è oggi, ma che una volta era un marito dolce e amorevole. La sua vita cambiò dopo l'evasione di Oscar Shales, un detenuto accusato di aver stuprato e ucciso molte donne. Mahone diede la caccia a Shales attraverso l'America per molto tempo, ma Shales continuava a beffare Mahone, sfuggendo sempre alla sua cattura e continuando a mietere vittime su vittime. Quando finalmente Mahone riuscì a catturarlo non ce la fece a mandare in prigione l'uomo che tanto a lungo aveva cercato e con tanti sforzi. Lo uccise e lo seppellì nel giardino di casa propria. Per evitare di essere scoperto ordinò alla moglie e al figlio Cameron di lasciare per sempre la sua casa, nonostante li amasse ancora profondamente. L'ossessione per Shales porta Mahone anche alla tossicodipendenza, ma soprattutto lo porta all'attenzione della Compagnia. Quest'ultima infatti chiede a Mahone di catturare e uccidere gli "Otto di Fox River", in cambio di non rivelare il suo segreto e di una nuova vita con la sua famiglia.

## Evoluzione del personaggio

### Seconda stagione
Mahone apre la seconda stagione con una conferenza stampa su come intende comportarsi con gli otto fuggitivi. Decide di concentrare le ricerche su Scofield, considerato la mente dell'evasione. Mahone capisce che la chiave del piano d'evasione di Michael sta nei suoi tatuaggi, così comincia a studiarli. Il primo tatuaggio di Michael che Mahone riesce a decifrare è "Ripe Chance Woods". Recupera anche l'hard disk che l'ingegnere edile getta nel fiume nel primo episodio della serie. Capisce così che il primo passo degli evasi sarà quello di andare nello Utah per recuperare i cinque milioni di dollari che Charles Westmoreland ha sotterrato nel deserto. Intanto con una trappola trova e uccide il boss della mafia John Abruzzi. Nello Utah i prigionieri riescono a sfuggirgli. Mahone riesce tuttavia a trovare e uccidere David Apolskis.
Nell'ottavo episodio si scopre che Mahone agisce per la Compagnia, quando viene ricattato da Paul Kellerman, che minaccia di far del male alla sua famiglia se non porta a termine il suo lavoro. Successivamente Mahone riesce a catturare i due fratelli Scofield e Burrows, ma verrà ferito con un colpo di pistola dallo stesso Kellerman che tradisce la Compagnia e salva i due fratelli. Tornato a Chicago, Mahone chiama William "Bill" Kim, un pezzo grosso della Compagnia, dicendogli di non voler più continuare il suo lavoro, anche a costo di finire in prigione per l'omicidio di Oscar Shales. Ma dopo che suo figlio Cameron viene investito da un'auto e che la Compagnia rivendica l'incidente, Mahone viene obbligato a continuare la ricerca degli evasi. Così ingaggia Brad Bellick per fargli fare il lavoro sporco al posto suo. Bellick riesce subito a trovare Haywire, che viene spinto al suicidio da Mahone. Dopodiché l'agente dell'FBI viene contattato da C-Note, che si costituisce in cambio della salvezza di sua figlia e sua moglie. C-Note promette a Mahone di aiutarlo a trovare Michael Scofield. Mahone viene contattato da Bill Kim il quale gli spiega che la posizione di Scofield è stata localizzata e che C-Note non serve più e che può quindi essere eliminato. Mahone fa arrivare a C-Note nella sua cella un cappio, e gli ordina di usarlo se vuole il bene della sua famiglia. Mentre C-Note si sta suicidando, viene scoperto dalle guardie e interrogato. L'FBI apre così un'indagine su Mahone. Quest'ultimo intanto scopre che i due fratelli sono a Panama. Sapendo che è rimasto con le spalle al muro e che a breve l'FBI lo avrebbe arrestato, Mahone cattura Lincoln e propone uno scambio a Michael. Gli avrebbe consegnato il fratello, in cambio della barca "Christina Rose" di Michael e dei cinque milioni di dollari di Westmoreland, sempre in possesso di Michael. Questo accetta ma astutamente, riempie la barca di cocaina, così Mahone viene scoperto dalla polizia di Panama e arrestato. Alla fine della stagione perciò, Mahone viene rinchiuso nel Penitenziario di Sona insieme a Michael (arrestato per essersi costituito per l'omicidio di William "Bill" Kim), Bellick (arrestato perché accusato dell'omicidio di una prostituta) e T-Bag (perché consegnato alla polizia da Michael).

### Terza stagione
All'interno di Sona Alex cerca di convincere Michael a collaborare con lui, ma Scofield non ne ha nessuna intenzione. Essendo nuovi arrivati nel penitenziario, i due vengono accompagnati da Lechero, un detenuto a capo della prigione. Quando Mahone scopre che sulla testa del detenuto James Whistler pende una taglia, lo trova e lo consegna a Lechero. Ben presto inizia a soffrire di crisi d'astinenza dal benzodiazepine, il farmaco che assumeva nella seconda stagione; nella conversazione col suo avvocato viene a sapere che il suo processo si terrà a un anno di distanza. Quando Whistler si rende conto che Michael non è del tutto dalla sua parte, si allea con Mahone. Alex deduce che Michael ha intenzione di far evadere Whistler, e Michael alla fine accetta di farlo partecipare alla fuga. In seguito alle forti allucinazioni Alex accetta delle dosi di eroina da T-Bag per calmarsi. L'agente Lang fa visita a Mahone e gli offre un affare: otto anni in una prigione di St. Louis in cambio della testimonianza contro il governo nella cospirazione Burrows invece delle accuse di omicidio plurimo, nel caso non collabori. Mahone alla fine accetta l'offerta, e confessa a Lang di aver ucciso Oscar Shales e che il senso di colpa lo fece avvicinare alla droga. Incapace di mantenere la calma a causa delle crisi d'astinenza, Mahone vede respinta la sua testimonianza e Lang è costretta a riportare Mahone a Sona, dove riprende i contatti con Scofield e Whistler; viene informato che il tunnel che porta all'esterno della prigione è quasi completato, e che sarebbero evasi quella notte, insieme a Lechero, T-Bag e Bellick. Michael, Whistler, Mahone e il detenuto McGrady riescono a fuggire, però Lechero, T-Bag e Bellick vengono catturati dalle guardie di Sona. Una volta fuori da Sona, Lincoln vorrebbe sparare a Mahone come vendetta per l'uccisione del padre, Aldo Burrows, ma Whistler sfugge dalla sua custodia e così Burrows è costretto a inseguirlo. Mahone si avvantaggia della situazione e si rifugia in un bar. Qui viene avvicinato da un uomo: è Whistler, che gli offre un incarico nella Compagnia con lui e Gretchen Morgan. Mahone avverte Whistler che Gretchen è l'"anello debole", e che Michael darà loro la caccia, se Gretchen ha davvero ucciso Sara Tancredi.

### Quarta stagione
Mahone accetta l'offerta di Whistler e lavora per la Compagnia con lui e Gretchen. In realtà il gruppo sta segretamente lavorando con la Sicurezza Nazionale per distruggere la Compagnia, concentrando la loro attenzione su una scheda, dal nome in codice "Scylla", che contiene tutte le informazioni concernenti gli agenti della Compagnia e delle sue operazioni. Il killer della Compagnia, Wyatt, dopo aver ucciso Whistler, uccide anche il figlio di Mahone per farlo uscire allo scoperto; Alexander torna nella sua casa di famiglia ma viene fermato dalla polizia in quanto ricercato. Viene contattato da Don Self, un agente della Sicurezza Nazionale che stava lavorando con Whistler per affondare la Compagnia; questo gli offre la libertà qualora Mahone accetti di unirsi ad un'operazione segreta per recuperare Scylla. Mahone accetta e viene a sapere che gli altri membri dell'operazione sono Michael, Lincoln, Sara, Bellick, Sucre e un hacker e ladro d'identità di nome Roland Glenn. Il gruppo riesce a recuperare la scheda di memoria, che tuttavia si rivela solo una parte di Scylla, che è in realtà composta da sei schede custodite da altrettanti membri della Compagnia. Mentre il gruppo continua a cercare le altre schede, Mahone chiede a Lang di scoprire chi ha ucciso suo figlio. Ottenuto un profilo dell'assassino incontra la sua ex-moglie Pam, che gli fa promettere di dare la caccia e uccidere Wyatt. Quando il killer viene catturato, Mahone lo tortura e lo costringe a chiedere scusa a sua moglie al telefono; dopo lo porta su un molo con un blocco di cemento attaccato ai polsi e lo butta in acqua. Il gruppo riesce intanto a recuperare tutte le parti di Scylla. Lincoln perdona Mahone per l'uccisione di suo padre. In seguito Don Self tradisce la squadra e ruba Scylla, costringendo il gruppo ad essere latitante ancora una volta. Mentre gli altri danno la caccia a Don Self, Mahone si incontra con l'agente Lang e le chiede aiuto. Lang chiama Wheeler, un vecchio collega di Mahone ALL'FBI, ma questo mente ad Alex inventandosi un incontro col procuratore generale e lo arresta. Durante il trasporto all'aeroporto Mahone riesce a fuggire anche grazie all'aiuto di Lang. Mahone torna dal gruppo formato da Lincoln, Self, T-Bag e Gretchen per recuperare Scylla. Quando Gretchen rimane ferita nel tentativo di fare il doppio gioco, Mahone e il gruppo la abbandonano alle autorità.
Avendo capito che Scylla è in possesso della madre di Michael e Lincoln, Christina Rose Scofield, la Compagnia lo obbliga a far ancora parte del gruppo minacciando di far del male a Pam. Nel corso delle indagini salva Lincoln da un cecchino di Christina appostato su un tetto. Identifica una persona che ha dei collegamenti con Christina, Vincent Sandinsky; la squadra tuttavia non trova nessuna connessione perché l'uomo non rilascia informazioni utili. Con l'aiuto di Krantz, Sandinsky rivela di conoscere Christina e fornisce delle informazioni su una stanza di un hotel. Quando è ormai troppo tardi ha l'intuizione che ci sia dietro una trappola; chiama allora i fratelli che gli ordinano di andare nell'appartamento di Sara e di interrogare la loro madre con ogni mezzo. Nell'appartamento trova però solo Sara legata. Sara viene catturata da T-Bag per conto del Generale, mentre Lincoln è fatto ostaggio di Christina; gli unici liberi sono quindi Michael e Mahone. Dopo un primo tentativo di liberare Lincoln andato a vuoto, Michael consegna Scylla a Mahone con una bomba al posto del disco rigido; l'ordigno però non esplode e Alex è costretto a fare detonare manualmente la bomba che sembra uccidere Christina e a mettere in salvo se stesso e Lincoln. Mahone viene quindi arrestato nell'ospedale dove il gruppo si è recato per curare Lincoln. Viene poi liberato e prosciolto quando Michael consegna Scylla a Paul Kellerman, che è stato salvato dagli uomini di Aldo Burrows. Nell'epilogo della serie, quattro anni dopo, Mahone con Lincoln, Sucre, il figlio di Michael e Sara vanno a visitare la tomba di Michael su una spiaggia.

## Caratteristiche
Alex Mahone viene raffigurato come un agente esperto e intelligente. Nella sua prima apparizione si mostra subito un osso duro da affrontare per Michael, in grado di interpretare i suoi tatuaggi e di capire cosa ha in mente. Le sue capacità intuitive e analitiche sono alla pari di quelle di Michael. Le sue grandi doti investigative gli permettono di anticipare quasi tutte le mosse dei latitanti. Nel terzo episodio della seconda stagione Michael dice di lui al fratello: " È come se lui sapesse dove stiamo andando, cosa stiamo pensando".
Come tutti i personaggi della saga, Alex Mahone non ha un carattere semplice. Il carattere del personaggio si delinea con il susseguirsi degli episodi. Se all'inizio appare solo come agente freddo e severo, scopriamo successivamente che può anche diventare ansioso, quasi al limite della crisi di nervi. Questo lato del suo carattere viene messo particolarmente in risalto quando è costretto ad uccidere. Per esempio dopo l'omicidio di Tweener, quando prima di sparare gli racconta del caso Shales creandosi una scusa per ammazzarlo e poi lo implora del suo perdono. Ci sono anche occasioni in cui Mahone non si fa scrupoli ad ammazzare altri per fini personali, come quando spiega a Michael che per riottenere la sua vita avrebbe ucciso due fratelli innocenti.

## Abilità
Alex è un esperto agente con molti anni di servizio, in grado di tenere testa ad una mente brillante come quella di Micheal essendo riuscito a decifrare i suoi complessi tatuaggi. Grazie al periodo trascorso nelle operazioni speciali dell'esercito, Mahone è estremamente abile nel combattimento corpo a corpo avendo sconfitto tutti coloro che ha affrontato durante la serie, compresi il duro Lincoln Burrows, anche se nel caso di Lincon Mahone viene atterrato,ma Lincon non riesce a ucciderlo. Mahone ha affrontato anche diversi alcuni della Compagnia e alcuni detenuti di Sona.